# Stopplaats Scholte
Scholte is een voormalige stopplaats aan de Nederlandse spoorlijn Harlingen - Nieuwe Schans. De stopplaats lag tussen het voormalige station Sappemeer Oost en het Station Zuidbroek, ongeveer ter hoogte van de huidige strokartonfabriek Eska, ooit een van de strokartonfabrieken van Willem Albert Scholten.